# Дружбичи
Дружбичи (бел. Дружбічы, до 30 июля 1964 года деревни Курганье и Мокрень) — деревня в Ровковичском сельсовете Чечерского района Гомельской области Белоруссии.

## География

### Расположение
В 12 км на юго-запад от Чечерска, 25 км от железнодорожной станции Буда-Кошелёвская (на линии Гомель — Жлобин), 53 км от Гомеля.

## Транспортная сеть
Рядом автодорога Чечерск — Буда-Кошелёво. Планировка состоит из короткой прямолинейной, а на востоке чуть изогнутой широтной улиц. Застройка деревянная, усадебного типа.

## История
Согласно письменным источникам известна с XIX века как селение в Меркуловичской волости Рогачёвского уезда Могилёвской губернии. В 1816 году слобода Мокрень. Согласно ревизских материалов 1859 года во владении помещика Доманского. С 1880 года действовал хлебозапасный магазин. Согласно переписи 1897 года в деревне Мокрень работал хлебозапасный магазин. В 1909 году в деревне Курганье 95 десятин земли, в деревне Мокрень 251 десятина земли.
В 1926 году в деревне Мокрень работали почтовый пункт и школа; в Залавском сельсовете Чечерского района Гомельского округа. В 1930 году организован колхоз имени К. Я. Ворошилова, работали ветряная мельница и кузница. Согласно переписи 1959 года в составе подсобного хозяйства «Сельхозхимия» имени А. В. Суворова (центр — деревня Ровковичи).

## Население
- 1816 год — 12 дворов, 115 жителей.
- 1897 год — 34 двора, 190 жителей (согласно переписи).
- 1909 год — в деревне Курганье 17 дворов, 92 жителя; в деревне Мокрень 246 жителей.
- 1926 год — в деревне Мокрень 20 дворов, 103 жителя; в Курганье 15 дворов, 91 житель.
- 1959 год — 95 жителей (согласно переписи).
- 2004 год — 15 хозяйств, 28 жителей.